# Mistrzejowice (městská část)
Mistrzejowice (polsky Dzielnica XV Mistrzejowice) je patnáctá městská část Krakova. Do roku 1990 spadala administrativně pod čtvrť Nowa Huta. K 31. prosinci 2007 žilo v Mistrzejowicích 54 308 obyvatel. Rozloha městské části činí 553,5 ha.

### Externí odkazy

Městská část XV Mistrzejowice